# Helenamedaille

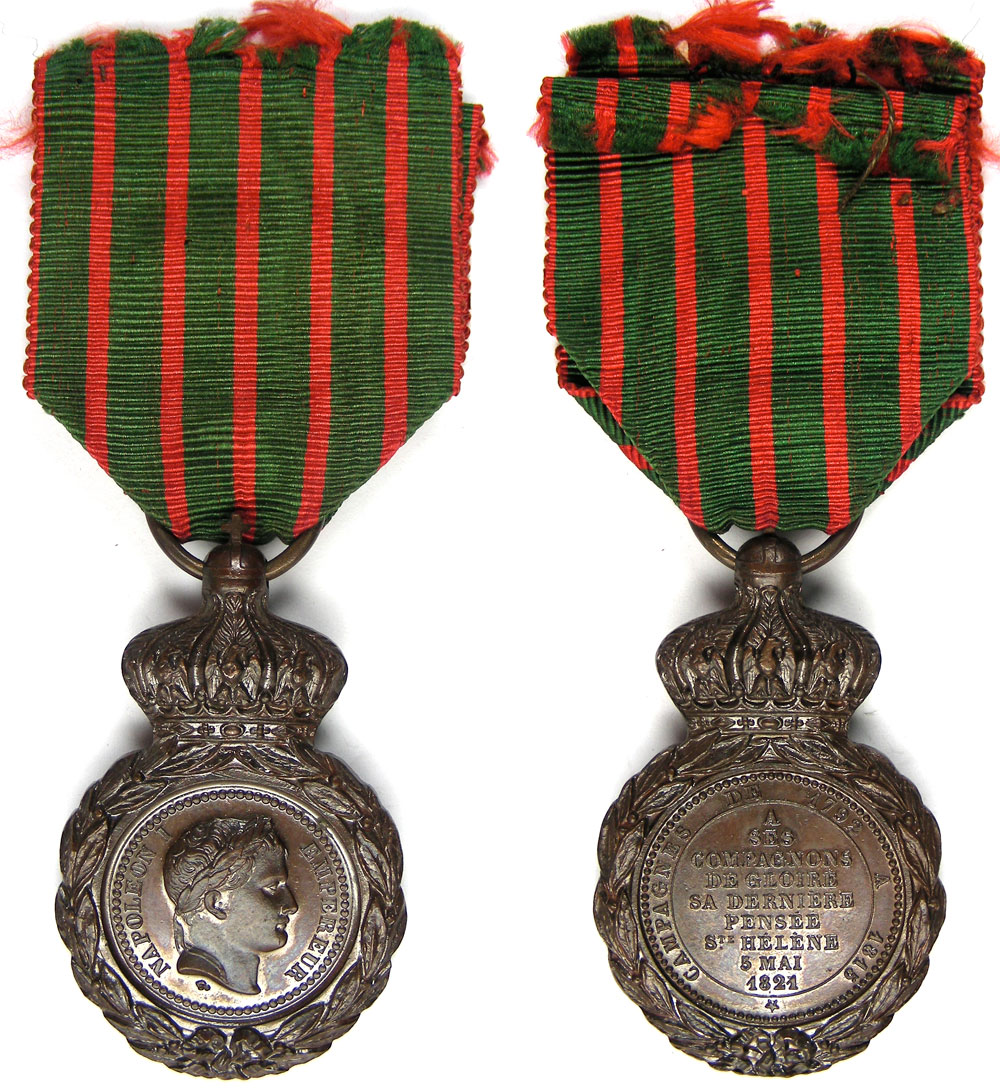
Helenamedaille

Die Helenamedaille (auch Helenadenkmünze oder Sankt Helena-Medaille, französisch médaille de Sainte-Hélène) ist eine Kriegsdenkmünze für das französische Militär der Land- und Seestreitkräfte, die von Kaiser Napoleon III. am 12. August 1857 gestiftet wurde.
Anlass war die Ehrung der Kriegsteilnehmer aus der Zeit der Kämpfe von 1792 bis 1815. Auch Ausländer, die unter der französischen Fahne gekämpft hatten, konnten mit der Auszeichnung bedacht werden.
Die bronzene Medaille ist von einem Lorbeerkranz umgeben und von einer Krone überragt. Die Vorderseite zeigt das nach rechts gewandte Profil Napoleons I. und die diesen umfassende Inschrift NAPOLEON EMPEREUR. Rückseitig trägt sie die mehrzeilige Inschrift A SES COMPAGNONS DE GLOIRE SA DERNIÈRE PENSÉE Ste HÉLÈNE 5 MAI 1821, sowie umlaufend CAMPAGNES DE 1792 A 1815.
Getragen wurde die Auszeichnung an einem grünen Band mit drei schmalen roten Mittelstreifen im Knopfloch oder auf der linken Brustseite.
Beim Ausbruch des Italienkrieges im Frühjahr 1859 schickten viele mit der Medaille ausgezeichnete Deutsche die Auszeichnung zurück.